# Полоничнівська сільська рада
| Полоничнівська сільська рада — орган місцевого самоврядування у Кам'янка-Бузькому районі Львівської області з адміністративним центром у с. Полонична. Сільській раді підпорядковані населені пункти: - с. Полонична |

## Склад ради
Рада складається з 16 депутатів та голови.

### Керівний склад ради
| ПІБ                       | Основні відомості                                            | Дата обрання | Дата звільнення |
| ------------------------- | ------------------------------------------------------------ | ------------ | --------------- |
| Політило Роман Васильович | Сільський голова, 1980 року народження, освіта, безпартійний | 26.03.2006   | 31.10.2010      |
| Політило Роман Васильович | Сільський голова, 1980 року народження, освіта, безпартійний | 31.10.2010   |                 |

Примітка: таблиця складена за даними джерела